# فاكوندو إسبينوزا
فاكوندو إسبينوزا (بالإسبانية: Facundo Espinosa)‏ هو عازف قيثارة وملحن وكاتب أغاني وممثل أرجنتيني، ولد في 28 أبريل 1980 في بوينس آيرس في الأرجنتين.

## أعمال

### أفلام
- (2004) يوميات دراجة النارية[5][6][7]

## وصلات خارجية
- فاكوندو إسبينوزا على موقع IMDb (الإنجليزية)
- فاكوندو إسبينوزا على موقع ألو سيني (الفرنسية)
- فاكوندو إسبينوزا على موقع ميوزك برينز (الإنجليزية)
- فاكوندو إسبينوزا على موقع أول موفي (الإنجليزية)
- فاكوندو إسبينوزا على موقع أول موفي (الإنجليزية)
- فاكوندو إسبينوزا على موقع قاعدة بيانات الأفلام السويدية (السويدية)
- فاكوندو إسبينوزا على موقع ديسكوغز (الإنجليزية)
- فاكوندو إسبينوزا على موقع قاعدة بيانات الفيلم (الإنجليزية)
- فاكوندو إسبينوزا على موقع كينوبويسك (الروسية)